# Shadyside
Shadyside é uma vila localizada no estado norte-americano de Ohio, no Condado de Belmont.

## Demografia
Segundo o censo norte-americano de 2000, a sua população era de 3675 habitantes.
Em 2006, foi estimada uma população de 3535, um decréscimo de 140 (-3.8%).

## Geografia
De acordo com o United States Census Bureau tem uma área de
2,6 km², dos quais 2,5 km² cobertos por terra e 0,1 km² cobertos por água.

## Localidades na vizinhança
O diagrama seguinte representa as localidades num raio de 8 km ao redor de Shadyside.